# گراموز کرتاج
گراموز کرتاج (انگلیسی: Gramoz Kurtaj؛ زادهٔ ۳۰ آوریل ۱۹۹۱) بازیکن فوتبال اهل آلمان است.
از باشگاه‌هایی که در آن بازی کرده‌است می‌توان به باشگاه فوتبال همیلتون آکادمیکال و باشگاه فوتبال کارل زایس ینا اشاره کرد.